# Mitchell (condado de Davison, Dakota del Sur)
Mitchell es un subdivisión territorial del condado de Davison, Dakota del Sur, Estados Unidos. Según el censo de 2020, tiene una población de 1060 habitantes.
Formalmente es un territorio no organizado (en inglés, unorganized territory, UT), es decir, una zona delimitada por la Oficina del Censo de los Estados Unidos exclusivamente con fines estadísticos.
Abarca una zona mayoritariamente rural a las afueras de la ciudad de Mitchell.

## Geografía
Está ubicado en las coordenadas 43°44′6″N 97°59′49″O / 43.73500, -97.99694 (43.734955, -97.997074). Según la Oficina del Censo de los Estados Unidos, Mitchell tiene una superficie total de 68.56 km², de la cual 68.47 km² corresponden a tierra firme y 0.09 km² es agua.

## Demografía
Según el censo de 2020, hay 1060 personas residiendo en la zona. La densidad de población es de 15.5 hab./km². El 96.42% de los habitantes son blancos, el 0.94% son amerindios, el 0.38% son asiáticos, el 0.28% son afroamericanos, el 0.19% son de otras razas y el 1.79% son de una mezcla de razas. Del total de la población, el 0.66% son hispanos o latinos de cualquier raza.